# Clarence Hudson White

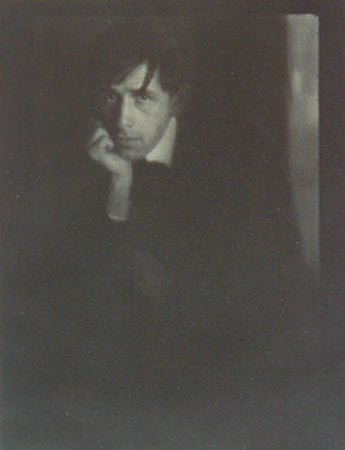
White, door Edward Steichen

Clarence Hudson White (West Carlisle, 8 april 1871 – Mexico-Stad, 7 juli 1925) was een Amerikaans fotograaf.

## Leven
Whites vader werkte als vertegenwoordiger voor een groothandel en hij werd aanvankelijk boekhouder in hetzelfde bedrijf. Al vanaf zijn vroege jeugd was een gepassioneerd amateur-fotograaf. Lange tijd combineerde hij de fotografie met zijn fulltime baan.
In 1896 won White een gouden medaille van de ‘Ohio Fotografie Associatie’ en in 1898 had hij zijn eerste tentoonstelling. In dat jaar ontmoette hij ook de bekende fotograaf Alfred Stieglitz, die zich zeer onder de indruk toonde van zijn werk. Samen met Stieglitz en enkele anderen richtte hij de fotografie-vereniging Photo-Secession op. Stieglitz publiceerde later ook met regelmaat foto’s van White in zijn bekende kunstzinnige fototijdschrift Camera Work.
Vanaf 1906 wijdde White zich volledig aan de fotografie. Korte tijd later werd hij benoemd tot hoogleraar fotografie aan de Columbia University te New York. Aan het einde van zijn leven richtte hij zijn eigen Clarence H. White School of Photography op. Hij leidde als zodanig veel later beroemd geworden fotografen op, waaronder Dorothea Lange, Paul Outerbridge, Ralph Steiner en Margaret Bourke-White.
Het werk van White typeert zich door de aandacht voor een goede compositie. Vrouwen en kinderen vormen zijn favoriete onderwerp. Zijn vaak geromantiseerde portretten verraden invloeden van het picturalisme. Hij werd geroemd om de rake wijze waarop hij het karakter van zijn modellen wist te vangen.

## Galerij

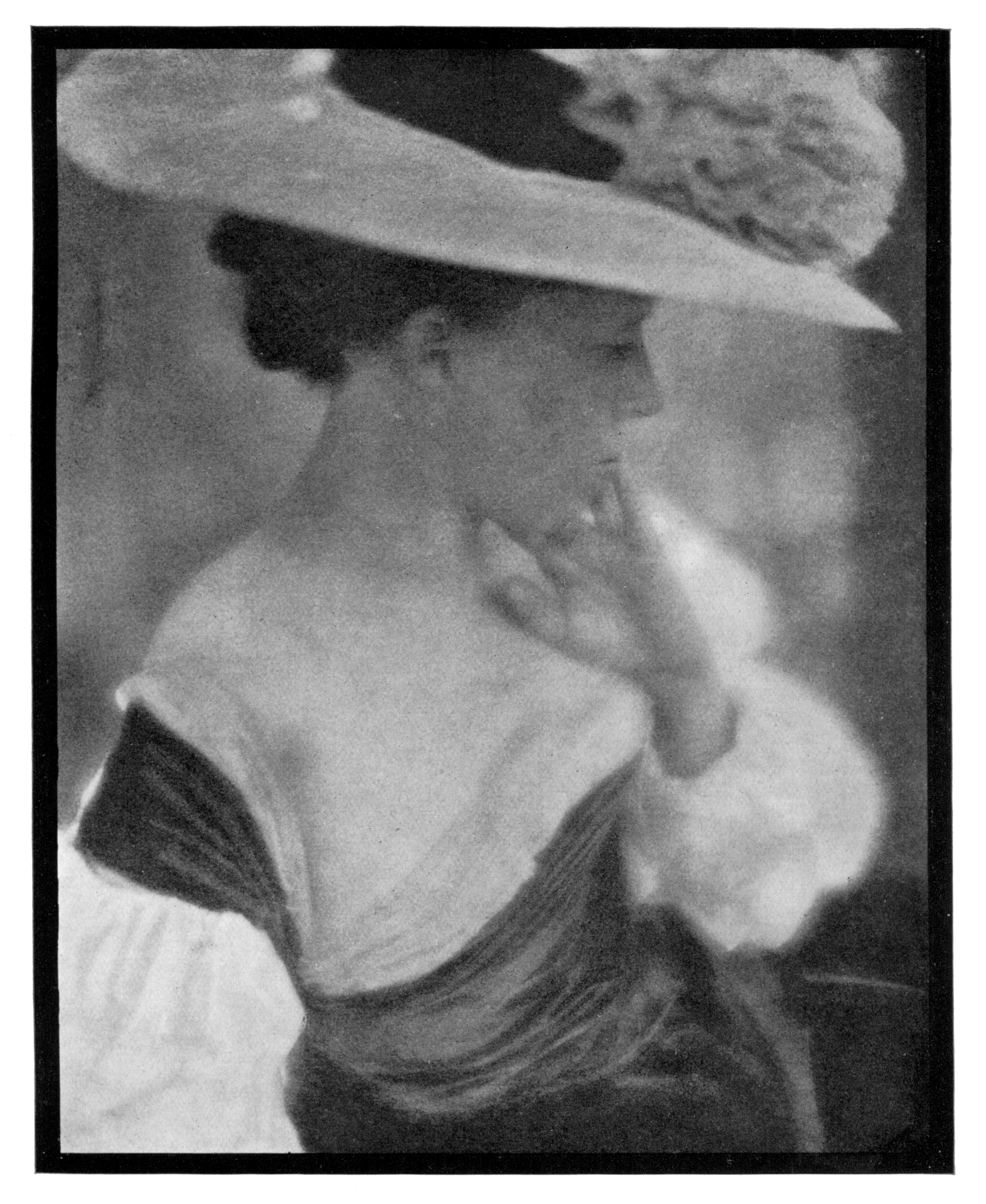
The large hat, portrait of Mrs. White, 1905
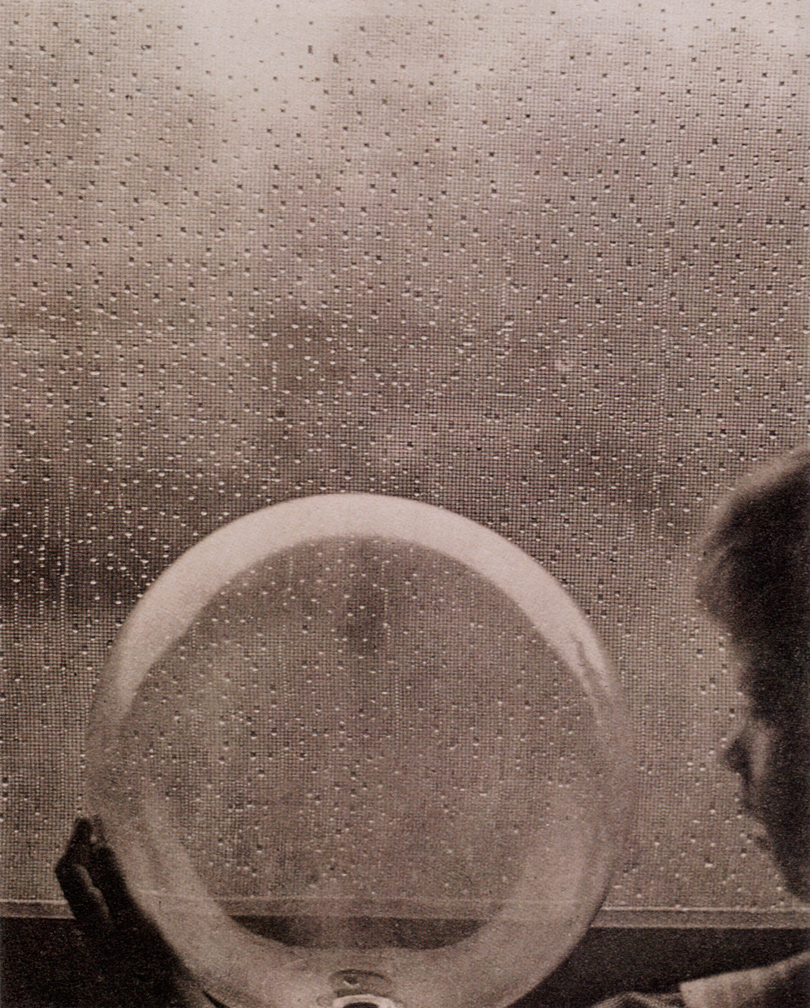
Drops of Rain, Camera Work 1908
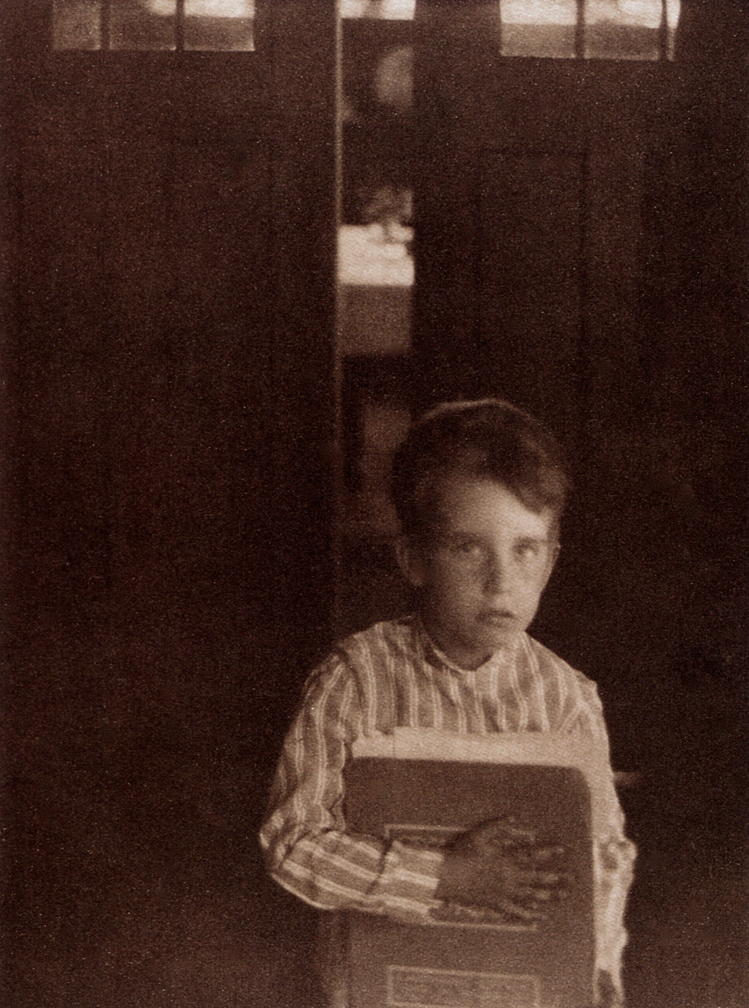
Boy witg Camera Work, Camera Work 1905
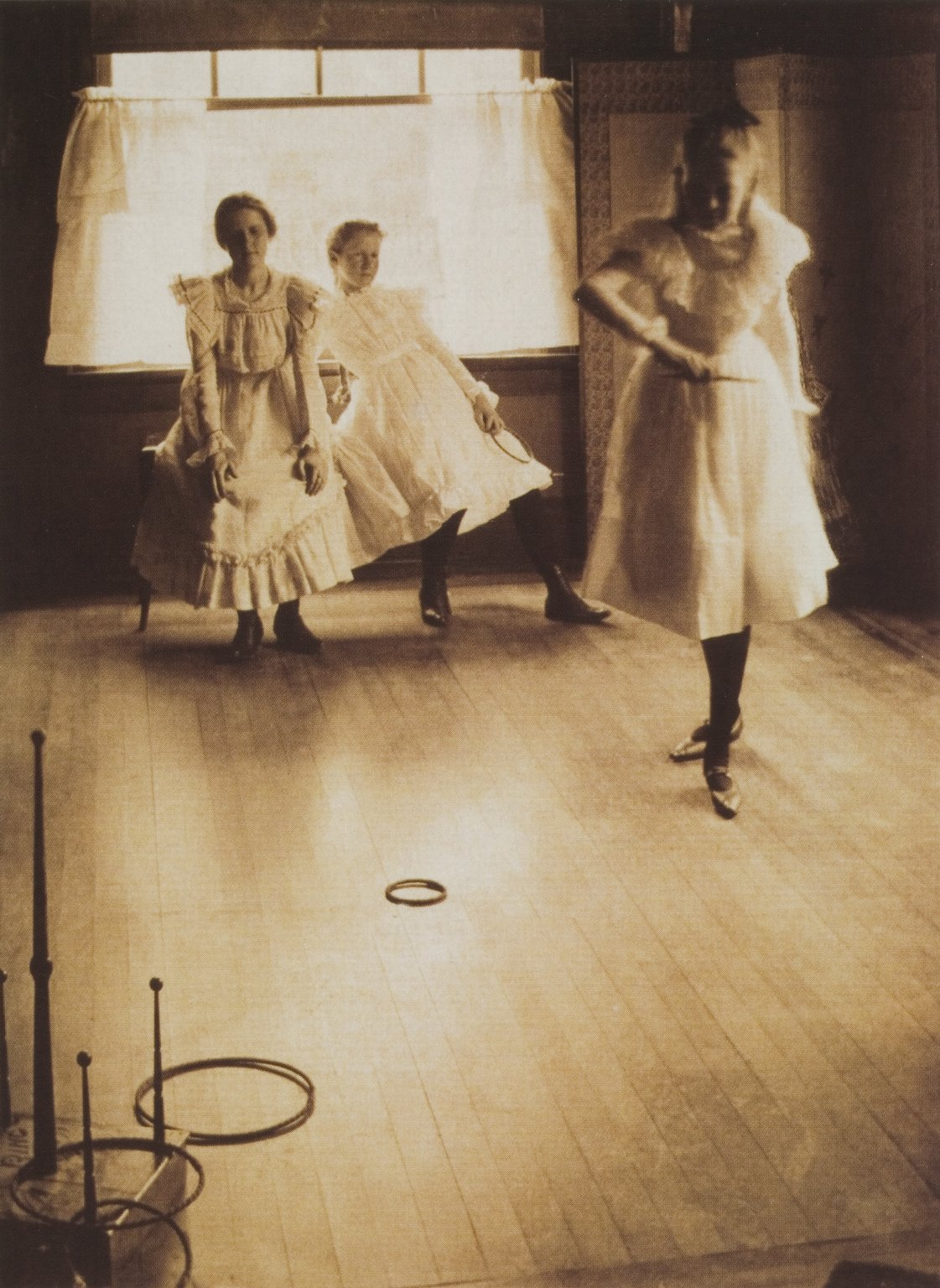
Ring Toss, 1899
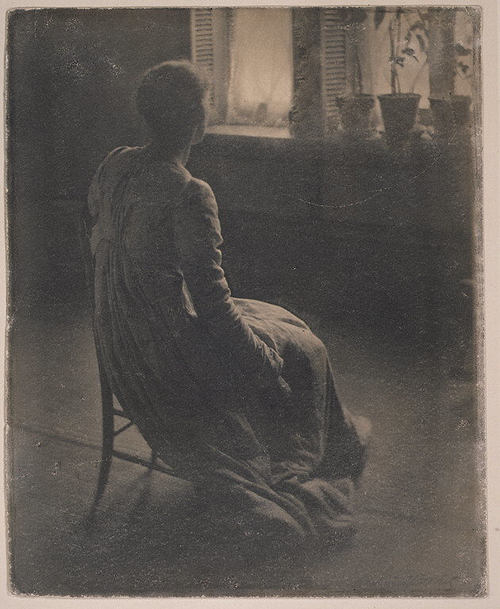
Woman seen from behind, ca 1905
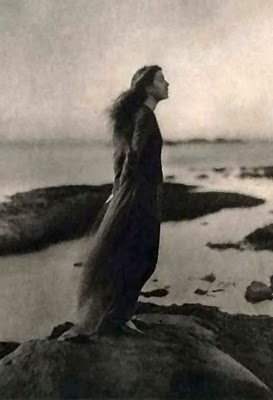
Rose Pastor Stokes, 1909
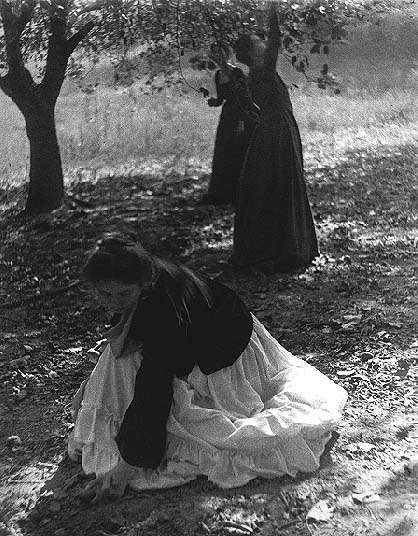
The Orchard, 1902
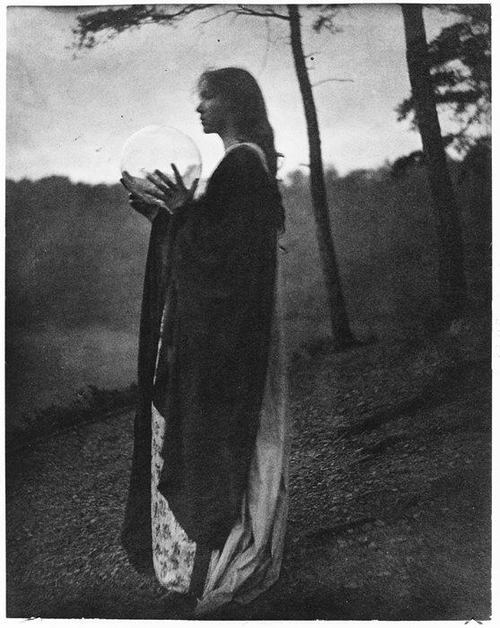
The Bubble, 1905
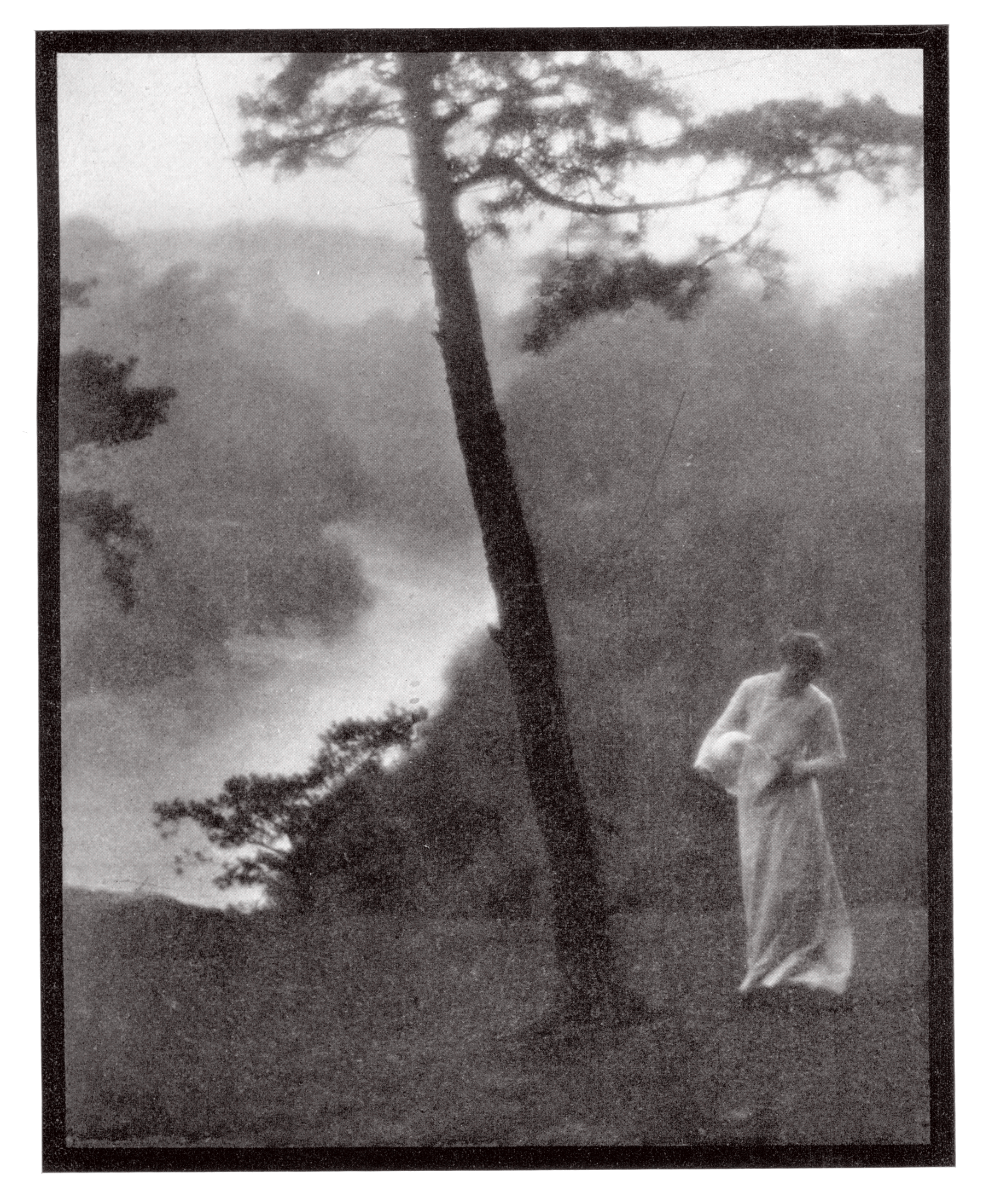
Landscape with Figure, 1908
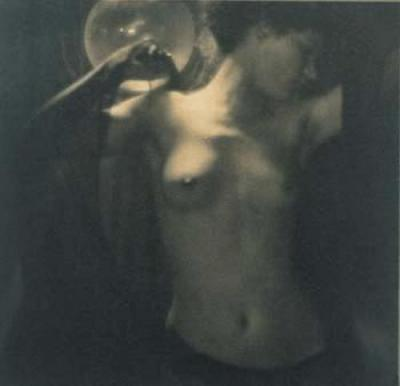
Nude Torso Platinum, 1906